# Вотерс, Жозеф

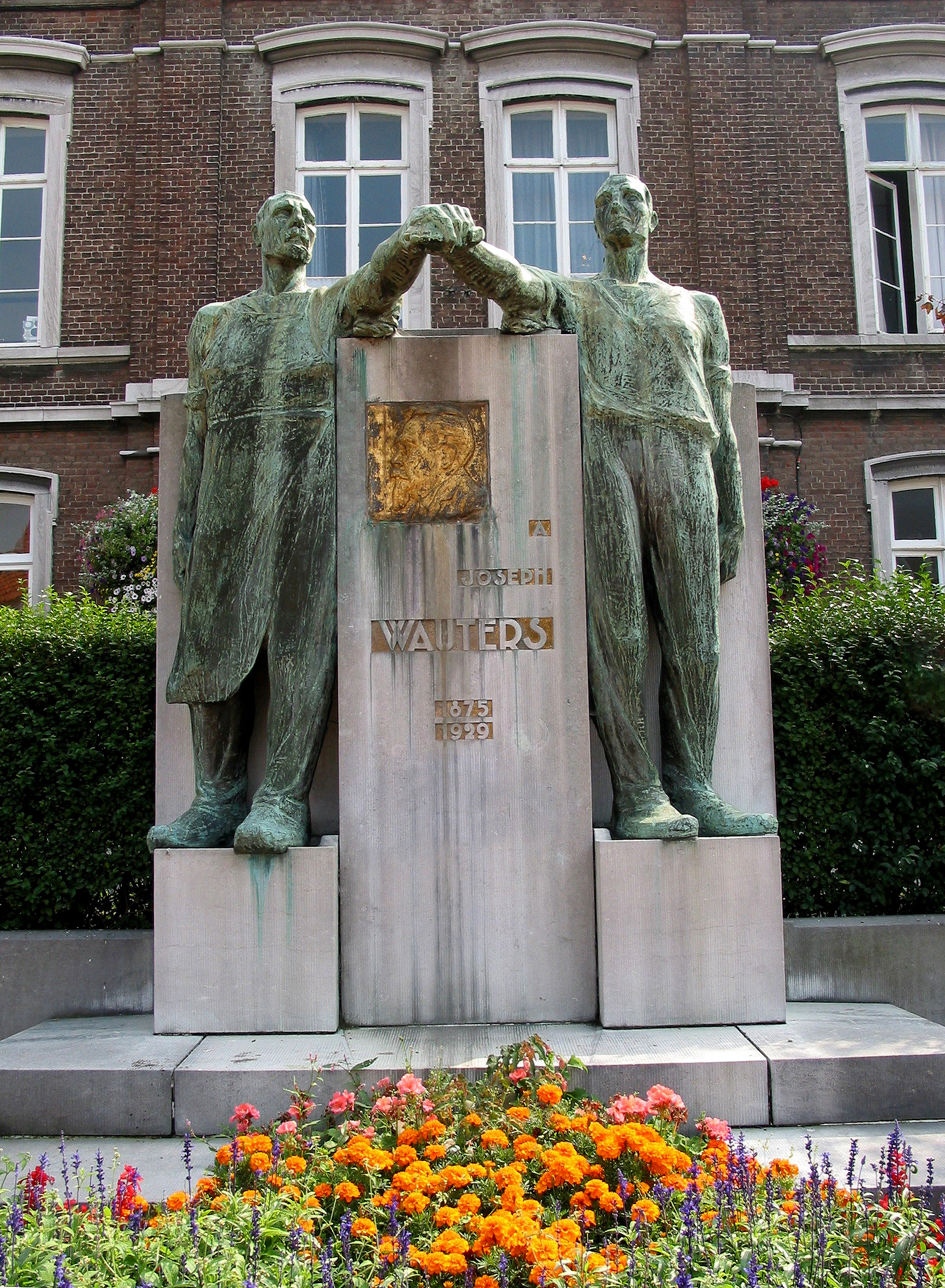
Памятник Ж. Вотеру в Вареме

Жозеф Вотерс (фр. Joseph Wouters; 8 ноября 1875, Фландрия — 30 июня 1929, Уккел) — бельгийский политический и государственный деятель, социалист, журналист, педагог. Доктор физико-химических наук, руководитель лаборатории Льежского университета.

## Биография
Родился в крестьянской семье. Окончил Льежский университет. Там же защитил докторскую диссертацию.
С 1908 года — депутат бельгийского парламента. Член Бельгийской рабочей партии.
Во время Первой мировой войны занимал социал-шовинистические позиции; был одним из руководителей Бельгийской социалистической партии (БСП) в оккупированной немецкими войсками Бельгии (1914—1918).
В 1918—1921 годах — министр труда, промышленности и социального обеспечения. В обстановке роста революцонной активности трудовых масс провёл ряд реформ по улучшению материального положения трудящихся (признание профсоюзов владельцами предприятий, учреждение фонда помощи безработным, 8-часовой рабочий день и др.).
В 1910—1929 годах — политический директор центрального печатного отрадна БСП газеты «Le Peuple».
Умер после продолжительной болезни.